# 화시제 야시장

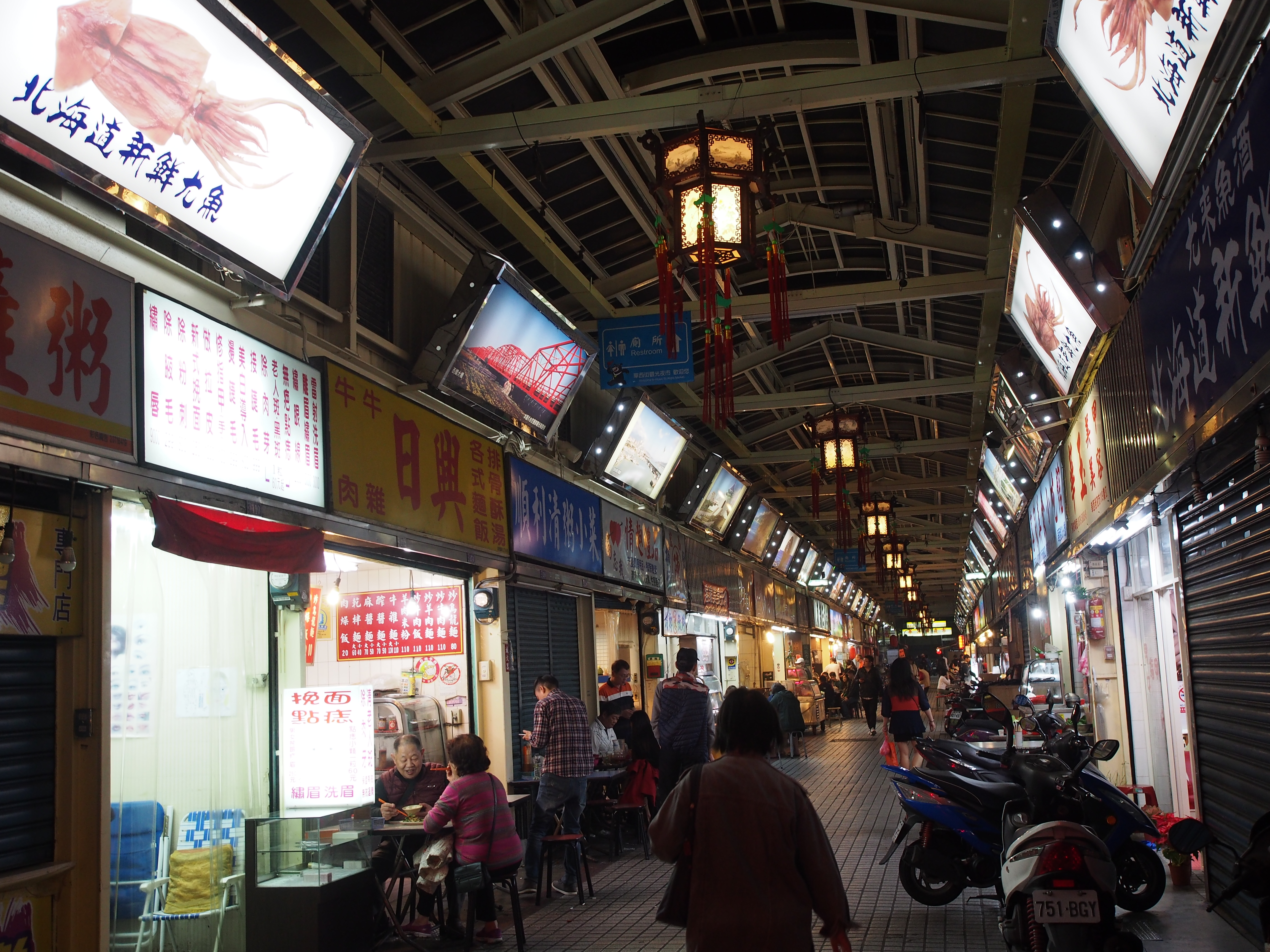
화시제 야시장

화시제 야시장(중국어 정체자: 華西街夜市, 병음: Huáxījiē Yèshì)은 타이완 타이베이시 완화구의 야시장이다. 화시지에 야시장에는 뱀과 자라 등 자양강장을 선전문구로 내세우는 가게가 많다.